# Strigocuscus
Strigocuscus là một chi động vật có vú trong họ Phalangeridae, bộ Hai răng cửa. Chi này được Gray miêu tả năm 1861. Loài điển hình của chi này là Cuscus celebensis Gray, 1858.

## Hình ảnh

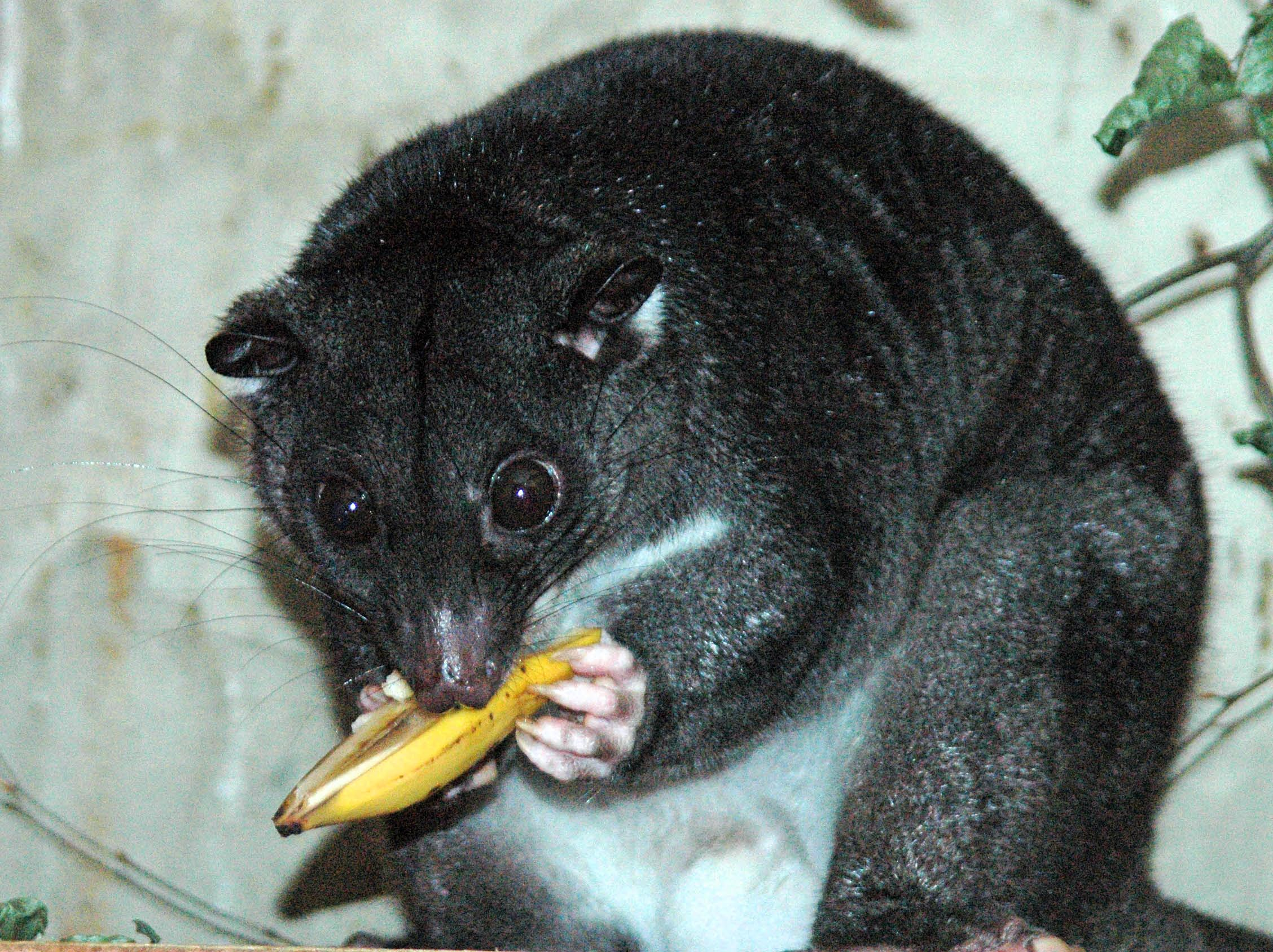

## Các loài
Chi này gồm các loài: